# Lepidozona skoglundi
Lepidozona skoglundi är en blötdjursart som först beskrevs av Ferreira 1986.  Lepidozona skoglundi ingår i släktet Lepidozona och familjen Ischnochitonidae. Inga underarter finns listade i Catalogue of Life.